# طوفان (فیلم ۱۳۷۵)
طوفان فیلمی به کارگردانی محمد بزرگ‌نیا و نویسندگی محمود دهقان، محمد بزرگ نیا محصول سال ۱۳۷۵ است.

## خلاصه داستان
سه دوست قدیمی پس از حمله دشمن به محل کارشان در یک سکوی نفتی از یکدیگر جدا می‌افتند. آنها پس از روزها سرگردانی در دریا، دوباره در جزیره خارک به یکدیگر می‌پیوندند و مسئولیت صدور نفت را به عهده می‌گیرند. آنها برای این کار، هر یک نقشه ای جداگانه دارند. در حالی که حمله دشمن به خارک برای قطع صدور نفت قطعی است…

## بازیگران
- دانیال حکیمی
- مجید مظفری
- عزت‌الله انتظامی
- جمشید جهان‌زاده
- لادن مستوفی
- حوریه جابرانصاری
- اکبر قدمی
- سعید دلیری
- اصغر نیکخواه
- سارا ساعتی
- یوسف زیاری
- هوشنگ چیت ساز